# La Bouilladisse
La Bouilladisse (em occitano La Borina ou Bolhadiça) é uma comuna francesa na região administrativa da Provença-Alpes-Costa Azul, no departamento de Bouches-du-Rhône. Estende-se por uma área de 12,61 km². Em 2010 a comuna tinha 6 337 habitantes (densidade: 502,5 hab./km²).